# Mouhamadou Gueye
Mouhamadou Gueye (Staten Island, Nueva York; 8 de julio de 1998) es un baloncestista estadounidense que pertenece a la plantilla de los Capital City Go-Go de la G League. Con 2,06 metros de estatura, juega en la posición de ala-pívot.

## Trayectoria deportiva

### Universidad
Jugó dos años en el Monroe Community College de la NJCAA antes de dar el salto a la NCAA, donde disputó dos temporadas con los Seawolves de la Universidad de Stony Brook, en las que promedió 8,1 puntos, 6,7 rebotes, 2,4 tapones y 1,7 asistencias por partido. En su segunda temporada con los Seawolves, fue nombrado Jugador Defensivo del Año de la America East Conference, con un promedio de 3,1 tapones por partido. También fue incluido en el tercer equipo de la conferencia. Acabó entre los diez primeros a nivel nacional en tapones y puso ocho contra UMBC el 7 de febrero de 2021, uno menos que el récord del equipo. Acabó con 129 tapones en dos temporadas en Stony Brook, la segunda mayor cantidad en la historia de la División I del programa.
Con un año adicional de elegibilidad debido a la pandemia de COVID-19, fue transferido a los Pittsburgh Panthers de la Costa Atlántica para su última temporada de elegibilidad universitaria, en la que promedió 9,8 puntos, 6,3 rebotes y 1,1 asistencias por partido.

#### Estadísticas
| Año     | Equipo      | PJ | PT | MPP  | %TC  | %3P  | %TL  | RPP | APP | ROB | TPP | PPP |
| ------- | ----------- | -- | -- | ---- | ---- | ---- | ---- | --- | --- | --- | --- | --- |
| 2019–20 | Stony Brook | 33 | 8  | 24.8 | .445 | .302 | .710 | 6.4 | 1.5 | 0.4 | 2.0 | 7.0 |
| 2020–21 | Stony Brook | 21 | 16 | 26.4 | .429 | .345 | .725 | 7.1 | 2.0 | 0.8 | 3.1 | 9.7 |
| 2021–22 | Pittsburgh  | 32 | 28 | 29.2 | .435 | .364 | .770 | 6.3 | 1.1 | 0.6 | 2.1 | 9.8 |
| Total   | Total       | 86 | 52 | 26.8 | .436 | .347 | .734 | 6.5 | 1.5 | 0.6 | 2.3 | 8.7 |

### Profesional
Después de no ser seleccionado en el draft de la NBA de 2022, El 21 de septiembre firmó con los Dallas Mavericks de laNBA. Los Mavericks lo despidieron el 12 de octubre, antes del comienzo de la temporada. El 23 de octubre fue incluido en la lista del equipo afiliado de la NBA G League de los Mavs, los Texas Legends. Promedió 8,6 puntos, 5,1 rebotes, 1,5 asistencias y 1,9 tapones por partido en 29 partidos disputados.
Gueye se unió a los Toronto Raptors para la Liga de Verano de la NBA, y el 21 de julio los Legends traspasaron sus derechos a los Raptors 905. El 1 de agosto firmó contrato con los Raptors, pero fue despedido el 20 de octubre. diez días más tarde se unió a los Raptors 905.
El 10 de febrero de 2024 firmó un contrato de diez días con Toronto Raptors. Al término del mismo regresó a los Raptors 905. El 4 de marzo firmó un contrato dual con los Raptors. Finalmente, tras 11 encuentros con el primer equipo durante la temporada, los Raptors decidieron cortarle el 25 de junio de 2024.
Después de unirse a los Charlotte Hornets para la Liga de Verano de la NBA de 2024, firmó con los Washington Wizards el 13 de octubre, pero fue despedido seis días más tarde, sin llegar a debutar. El 28 de octubre se unió a su filial en la G League, los Capital City Go-Go.

## Estadísticas de su carrera en la NBA

### Temporada regular
| Año     | Equipo  | PJ | PT | MPP  | %TC  | %3P | %TL  | RPP | APP | ROB | TPP | PPP |
| ------- | ------- | -- | -- | ---- | ---- | --- | ---- | --- | --- | --- | --- | --- |
| 2023-24 | Toronto | 11 | 0  | 10.9 | .289 | —   | .444 | 2.1 | .5  | .3  | 1.6 | 2.4 |
| Total   | Total   | 11 | 0  | 10.9 | .289 | —   | .444 | 2.1 | .5  | .3  | 1.6 | 2.4 |